# 4605 Nikitin
4605 Nikitin este un asteroid din centura principală, descoperit pe 18 septembrie 1987 de Liudmila Cernîh.